# Вид в имении Загезаль близ Риги
«Вид в имении Загезаль близ Риги» (также известна под названиями «Крестьянская усадьба у реки», «Скотный двор на берегу реки» и «Вид на острове Валаам») — картина русского художника Михаила Константиновича Клодта, написанная в 1858 году.
Михаил Клодт представил картину при выпуске из Императорской Академии художеств и был удостоен за неё большой золотой медали и правом на поездку за государственный счёт в Европу сроком на три года. По мнению ряда искусствоведов, создание картины послужило толчком к появлению движения передвижников в русской живописи.

## Сюжет
На картине изображен скотный двор с пасущимися рядом коровами и девочкой-пастушкой у реки Гауя в окрестностях имения Загезаль Лифляндской губернии Российской империи (в настоящее время — территория Латвии). На заднем плане, в левом верхнем углу картины, изображены руины Сигулдского замка, располагающегося высоко над долиной реки.

## История
Сразу после создания картина выставлялась на академической выставке 1858 года. За неё художник был удостоен большой золотой медали Императорской Академии художеств и правом на поездку за государственный счёт в Европу сроком на три года.
В одном из писем 1877 года Иван Крамской охарактеризовал эту картину Клодта следующим образом:

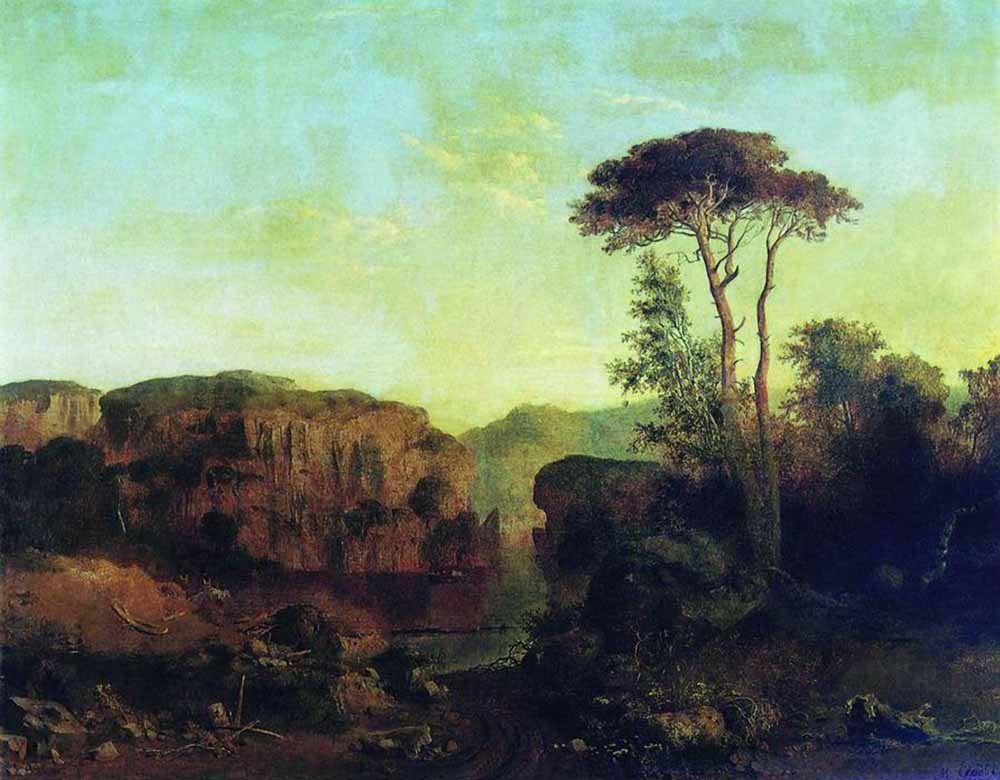
М. Клодт. «Вид на острове Валаам». 1854 год

Вся трудовая оригинальность Клодта вылилась здесь, вполне и окончательно определилась, не изменяясь впоследствии.

### Томская версия
По мнению томских искусствоведов, в 1882 году картина, принадлежавшая к этому моменту одному из крупнейших московских коллекционеров К. Т. Солдатенкову экспонировалась на Всероссийской выставке в Москве. После смерти Солдатенкова картина в 1902 году, вместе со всей его коллекцией русской живописи, перешла по завещанию к Румянцевскому музею.
Впоследствии, через Государственный музейный фонд, картина была передана в Томск, при этом данные об её авторе и названии были утеряны. В Томском областном художественном музее картина долгое время носила название «Пейзаж» и приписывалась кисти неизвестного немецкого художника второй половины XIX века. В 1996 году сотрудница томского музея И. П. Тюрина, занимаясь научным описанием небольшого этюда работы Клодта, обнаружила в старой справочной литературе репродукцию картины Клодта 1857 года «Вид на острове Валаам», идентичную имеющейся в томском музее картине. Таким образом картина была соответствующе атрибутирована. При этом, сотрудники томского музея, зная о существовании картины Михаила Клодта 1854 года «Вид на острове Валаам», хранящейся в музее Академии художеств, посчитали данную работу другой картиной с идентичным названием.

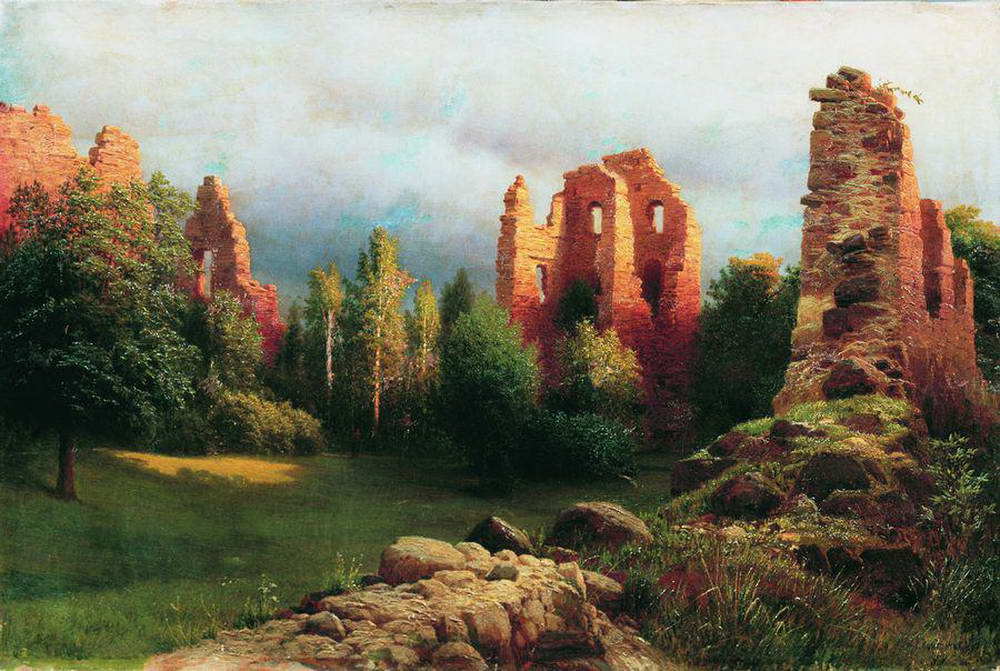
Руины Сигулдского замка на картине Гавриила Кондратенко «Руины старого замка»

### Западная версия
Согласно искусствоведам аукциона «Сотбис» картина была ошибочно атрибутирована русским исследователем живописи Фёдором Булгаковым ещё в конце XIX века как «Вид на острове Валаам», а на самом деле является работой Клодта 1858 года под названием «Вид в имении Загезаль близ Риги». В подтверждении своей версии они приводят обнаруженную ими при изучении полотна надпись на его обратной стороне, сделанную рукой самого Клодта, согласно которой картина написана им в имении Загезаль, в 60 верстах от Риги. При этом, согласно надписи Клодта, имение является местом его рождения, в то время как согласно большинству современных справочных источников художник родился в Санкт-Петербурге.
Вторым аргументом в пользу места написания и названия картины сотрудники аукционного дома приводят отчётливо прорисованные в левом верхнем углу полотна руины, на которых без труда определяются развалины Сигулдского замка в окрестностях Загезаля.
В 2008 году картина под названием «Крестьянская усадьба у реки» была продана на аукционе «Heritage Auction Galleries» за 1,3 млн. американских долларов неизвестному коллекционеру. В 2010 году та же картина, но уже под названием «Скотный двор на берегу реки» была перепродана на аукционе «Кристис» за 769 250 фунтов стерлингов.